# Gelvécourt-et-Adompt
Gelvécourt-et-Adompt is een gemeente in het Franse departement Vosges (regio Grand Est) en telt 85 inwoners (2009). De plaats maakt deel uit van het arrondissement Épinal.

## Geografie
De oppervlakte van Gelvécourt-et-Adompt bedraagt 4,0 km², de bevolkingsdichtheid is dus 21,3 inwoners per km².
De onderstaande kaart toont de ligging van Gelvécourt-et-Adompt met de belangrijkste infrastructuur en aangrenzende gemeenten.

## Demografie
Onderstaande figuur toont het verloop van het inwonertal (bron: INSEE-tellingen).